# فرانتس وایمایر
فرانتس وایمایر (آلمانی: Franz Weihmayr؛ ۳۰ دسامبر ۱۹۰۳ – ۲۶ مهٔ ۱۹۶۹) یک فیلمبردار آلمانی بود که بین سال‌های ۱۹۲۴ تا ۱۹۶۴ روی بیش از ۸۰ فیلم کار کرد. او یکی از فیلمبرداران برجسته آلمان در دوران نازی‌ها بود و روی چندین فیلم و همچنین مستند تبلیغاتی کار کرد.  پس از جنگ جهانی دوم، وایمایر در سینمای آلمان غربی فعالیت کرد.

## فیلم‌شناسی
- فرشته آبی (۱۹۳۰)
- دختران یونیفرم‌پوش (۱۹۳۱)
- ویلیام تل (۱۹۳۴)
- قلب ملکه (۱۹۴۰)
- من و شما (۱۹۵۳)
- کاناریس (۱۹۵۴)